# Nirvana philippinensis
Nirvana philippinensis är en insektsart som beskrevs av Baker 1923. Nirvana philippinensis ingår i släktet Nirvana och familjen dvärgstritar. Inga underarter finns listade i Catalogue of Life.